# Kårupvej
Kårupvej er en vej mellem Nekselø Bugt og Ordrup i Odsherred Kommune. På vejen er en 1.275 meter lang bakke på 71 højdemeter med en gennemsnitlig stigning mod øst på 5,6 procent.

## Cykling
2. etape af Tour de France 2022 havde efter 84,5 km en bjergspurt på Kårupvej, hvor etapens tredje og sidste spurt til den prikkede bjergtrøje skulle afgøres. Fordi løbet havde fransk arrangør, var spurten og bakken døbt “Côte de Kårup Strandbakke”. Spurten blev vundet af danske Magnus Cort fra EF Education-EasyPost.